# 數位人類學
數位人類學（英語：digital anthropology），是研究人類與數位科技關係的學科，並延伸到人類學與科技的交叉科學。數位人類學有時與文化人類學相關，並被視為物質文化研究的一部份。該領域相當新穎，因此有許多強調不同重點的名稱，包括techno-anthropology 、digital ethnography、 cyberanthropology 、以及virtual anthropology。

## 取徑
數字人類學有許多不同的取徑，包括：
1. 人類和技術的控制論系統的研究。
2. 在「做為人類的意義」的討論中科技作為討論基礎的使用。
3. 對新興、以科技為基礎的社群的研究。
4. 使用人類學來更好地理解和優化我們的技術使用。
5. 科技在人類學教學與研究中的使用。
6. 數位科技在不同文化情境下的使用經驗的研究。
7. 數位科技的脈絡化：科技產生的文化與社會背景。
8. 數位科技的物質文化研究。

### 控制論系統
一些學者專注於研究人類和技術之間的文化相互關係。
這些相互關係包括將技術文物與人類、其他生物、人類社會、文化環境的嘗試融合的嘗試。作為文化人類學的子領域，數位人類學不同於媒體人類學和視覺人類學，因為其以控制論為基礎。

### 透過科技看見的人類活動
資訊空間本身就可作為人類學對社會文化現象的觀察、分析、詮釋田野地，目前已有一些在虛擬世界進行的民族誌研究，如邦妮·納迪（Bonnie Nardi）對魔獸世界的研究 ，以及湯姆·博爾斯托夫（ Tom Boellstorff）對第二人生的研究。

### 新興社群
許多國內和跨國社群透過數位技術建立了可與傳統有地理限制的社群相比的社會規範、習慣、傳統、歷史和集體記憶、移民時期、內部和外部衝突、潛在的潛意識語言特徵、模因方言等等。這些社群包括由免費、開源軟體建立的4chan、Reddit以及有政治動機的匿名者、維基解密、以及佔領運動。研究方面，已有學者加布里埃拉·科爾曼（Gabriella Coleman）對Debian使用者 以及匿名者的黑客網路進行了民族誌研究。

### 在科技中使用人類學
傳統的人類學研究方法，如民族誌、參與觀察、反思性等等，也可用以改進科技。Intel等著名公司已經在研發團隊中採用人類學家，如其互動與經驗研究團隊的主管吉納維夫·貝爾即是一例。

### 在人類學中使用科技
對大部分的人類學家來說，科技在研究、田野、審查、出版階段都有顯著的應用。美國人類學協會的數位人類學小組（Digital Anthropology Group, DANG） 為了透過利用數位科技以促進人類學發展，列舉了五、六個目標，包括使用部落格、增加與大眾的接觸、新的教學方法、開放獲取，以及現代化的田野方法。

## 目前的爭論

### 方法論
對於研究是否能完全在網路上完成，或研究對象必須被區分為線上與離線兩群才能進行全面研究，學界有不同的看法。在第二人生進行了三年研究的湯姆·博爾斯托夫（Tom Boellstorff）支持前者，並強調必須以研究對象的條件與其接觸。丹尼爾·米勒（Daniel Miller）則認為民族誌研究不應該排除研究對象在網路世界以外的生活。

## 大學課程
許多大學都有提供涵蓋數位人類學內容的課程，也有一些學校提供專注於數位人類學的課程，包括倫敦大學學院、堪薩斯州立大學、宾汉顿大学、奥尔堡大学、科羅拉多大學波德分校、國立政治大學等等。

## 著名學者
- Genevieve Bell
- Tom Boellstorff
- Gabriella Coleman
- Mary Gray
- Heather Horst
- Mizuko Ito
- Daniel Miller
- Mike Wesch